# Diecezja Teotihuacan
Diecezja Teotihuacan (łac. Dioecesis Teotihuacana) – diecezja Kościoła rzymskokatolickiego w Meksyku, sufragania archidiecezji Tlalnepantla. 

## Historia
3 grudnia 2008 roku papież Benedykt XVI konstytucją apostolską Mexicanorum fidelium erygował diecezję Teotihuacan. Dotychczas wierni z tych terenów należeli do diecezji Texcoco.

## Ordynariusze
- Guillermo Francisco Escobar Galicia (od 2008 roku)